# Claus Zeng
Claus Zeng (* 12. September 1964 in Hamburg) ist ein deutscher Jurist, seit 2013 Richter am Bundesgerichtshof und seit 2017 Beisitzer im Unabhängigen Gremium zur Kontrolle der Ausland-Ausland-Fernmeldeaufklärung des Bundesnachrichtendienstes.

## Leben
Nach dem Bestehen des zweiten Staatsexamens in Hamburg trat er 1995 in den Justizdienst von Mecklenburg-Vorpommern ein. Hier arbeitete er zunächst bei der Staatsanwaltschaft Neubrandenburg und als Richter am Amtsgericht Ueckermünde. Im Januar 1999 wurde er zum Richter am Amtsgericht Pasewalk ernannt. Von 2001 bis 2003 war er als wissenschaftlicher Mitarbeiter an den Bundesgerichtshof abgeordnet.
Im Dezember 2004 wechselte er an das Oberlandesgericht Rostock. Für den Zeitraum von August 2007 bis Oktober 2009 erfolgte seine Abordnung an das Justizministerium des Landes Mecklenburg-Vorpommern. Im September 2009 wurde er zum Vizepräsidenten des  Landgerichts Schwerin berufen. Mit seiner Ernennung zum Richter am Bundesgerichtshof wurde er dem 1. Strafsenat zugeteilt, wechselte jedoch bereits am 15. Juli 2013 zum 2. Strafsenat und übernahm dort zum 1. März 2024 die Position des stellvertretenden Senatsvorsitzenden.
Am 8. März 2017 wurde Zeng auf Vorschlag des Präsidenten des Bundesgerichtshofs vom Bundeskabinett für sechs Jahre zum Beisitzer im Unabhängigen Gremium zur Kontrolle der Ausland-Ausland-Fernmeldeaufklärung des Bundesnachrichtendienstes berufen.